# Spalttal

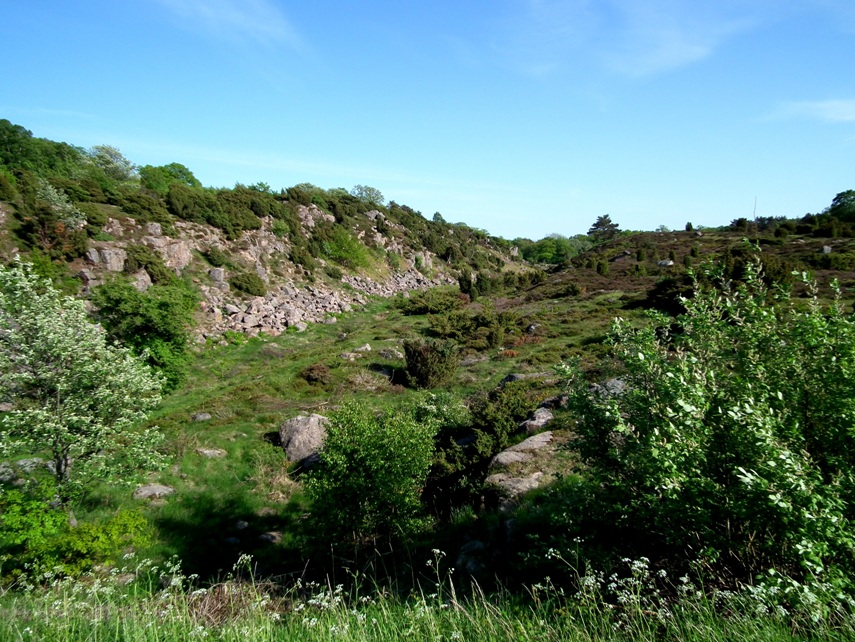
Ravnedalen

Spalttäler sind eine typische Geländeform Bornholms. Sie zeichnen sich aus durch steile Seitenwände und eine meist üppige Vegetation. Da sie für Ackerbau weitgehend ungeeignet waren, sind sie meist noch in ihrem natürlichen Zustand erhalten.

## Entstehung
Spalten im Untergrund, die durch die Abkühlung der vulkanischen Gesteine entstanden waren, wurden während und nach der Eiszeit durch Erosion verbreitert und vertieft.
Auf Bornholm gibt es etwa 70 derartige Spalttäler, von denen das bekannteste das Ekkodalen (Echotal) ist.